# 24 테미스
24 테미스는 1853년 4월 5일에 아니발레 데 가스파리스가 발견한 소행성이다. 이름은 그리스 신화에 나오는 법과 정의의 여신인 테미스의 이름을 사용했다.

## 발견
24 테미스는 1853년 4월 5일에 이탈리아의 천문학자 아니발레 데 가스파리스가 나폴리에서 발견했지만 이름은 이탈리아의 천문학자   안젤로 세키가 지었다고 한다. 소행성의 이름은 그리스 신화에 나오는 법과 정의의 여신인 테미스의 이름을 사용하였다. 24 테미스는 1875년에 목성의 질량을 계산하는데 쓰였다고 한다.
2009년 10월 7일 NASA의 적외선 망원경으로 소행성의 표면을 뒤덮는 물 얼음의 존재가 발견되었으며, 유기화합물도 검출되었다.